# تشارلز بي. إليوت
تشارلز بي. إليوت (بالإنجليزية: Charles B. Elliott)‏ هو محامي وقاضي أمريكي، ولد في 6 يناير 1861، وتوفي في 18 سبتمبر 1935.